# Herons formel
Herons formel anger sambandet mellan en godtycklig triangels area och dess sidor a, b, c samt semiperimetern (halva omkretsen) s enligt
Misslyckades med att tolka formel. Se "Wikipedia:Matematiska uttryck" för information om hur formler skrivs. (SVG (MathML kan aktiveras via insticksmodul till webbläsaren): Ogiltigt svar ("Math extension cannot connect to Restbase.") från server "http://localhost:6011/sv.wikipedia.org/v1/":): {\displaystyle \ Area=\sqrt{s\left(s-a\right)\left(s-b\right)\left(s-c\right)} }

där alltså
{\displaystyle \ s={\frac {1}{2}}\left(a+b+c\right)}
Formelns namn kommer från den grekiske matematikern Heron, men formeln upptäcktes troligen inte av honom, utan av Arkimedes.
Herons formel för trianglar är ett specialfall av en mer generell identitet för cykliska fyrhörningar. Genom att nyttja Herons formel och den aritmetiska-geometriska olikheten kan man bevisa den isoperimetriska egenskapen för liksidiga trianglar.

## Bevis
Låt {\displaystyle a,b,c} vara sidorna i en triangel och låt Misslyckades med att tolka formel. Se "Wikipedia:Matematiska uttryck" för information om hur formler skrivs. (SVG (MathML kan aktiveras via insticksmodul till webbläsaren): Ogiltigt svar ("Math extension cannot connect to Restbase.") från server "http://localhost:6011/sv.wikipedia.org/v1/":): {\displaystyle \gamma}
 vara motstående vinkel till sidan {\displaystyle c}. Enligt cosinussatsen gäller
{\displaystyle \cos \gamma ={\frac {a^{2}+b^{2}-c^{2}}{2ab}}}
Detta ger (via trigonometriska ettan):
{\displaystyle \sin \gamma ={\sqrt {1-\cos ^{2}\gamma }}={\sqrt {{\frac {4a^{2}b^{2}}{4a^{2}b^{2}}}-{\frac {(a^{2}+b^{2}-c^{2})^{2}}{4a^{2}b^{2}}}}}={\frac {\sqrt {4a^{2}b^{2}-(a^{2}+b^{2}-c^{2})^{2}}}{2ab}}}
Triangelns höjd mot basen {\displaystyle a} har längden Misslyckades med att tolka formel. Se "Wikipedia:Matematiska uttryck" för information om hur formler skrivs. (SVG (MathML kan aktiveras via insticksmodul till webbläsaren): Ogiltigt svar ("Math extension cannot connect to Restbase.") från server "http://localhost:6011/sv.wikipedia.org/v1/":): {\displaystyle b\sin(\gamma)}
 varav följer (med hjälp av konjugatregeln och kvadreringsreglerna):
{\displaystyle {\begin{aligned}Area&={\frac {1}{2}}({\mbox{basen}})({\mbox{höjden}})\\&={\frac {1}{2}}ab\sin \gamma \\&={\frac {1}{4}}{\sqrt {4a^{2}b^{2}-(a^{2}+b^{2}-c^{2})^{2}}}\\&\quad {\scriptstyle {\text{använd konjugatregeln:}}\ x^{2}-y^{2}=(x-y)(x+y)\ {\text{, med}}\ 2ab=x}\\&={\frac {1}{4}}{\sqrt {(2ab-(a^{2}+b^{2}-c^{2}))(2ab+(a^{2}+b^{2}-c^{2}))}}\\&\quad {\scriptstyle 2ab-(a^{2}+b^{2}-c^{2})=c^{2}-(a^{2}+b^{2}-2ab)\ {\text{och}}\ 2ab+(a^{2}+b^{2}-c^{2})=(a^{2}+b^{2}+2ab)-c^{2}}\\&\quad {\scriptstyle {\text{använd sedan kvadreringsreglerna:}}\ x^{2}+y^{2}-2xy=(x-y)^{2}\ {\text{och}}\ x^{2}+y^{2}+2xy=(x+y)^{2}}\\&={\frac {1}{4}}{\sqrt {(c^{2}-(a-b)^{2})\cdot ((a+b)^{2}-c^{2})}}\\&\quad {\scriptstyle {\text{använd konjugatregeln (två gånger!):}}}\\&={\frac {1}{4}}{\sqrt {(c-(a-b))(c+(a-b))\cdot ((a+b)-c)((a+b)+c)}}\\&={\sqrt {\frac {(c-(a-b))(c+(a-b))((a+b)-c)((a+b)+c)}{16}}}\\&={\sqrt {{\frac {(c-(a-b))}{2}}{\frac {(c+(a-b))}{2}}{\frac {((a+b)-c)}{2}}{\frac {((a+b)+c)}{2}}}}\\&={\sqrt {{\frac {(b+c-a)}{2}}{\frac {(a+c-b)}{2}}{\frac {(a+b-c)}{2}}{\frac {(a+b+c)}{2}}}}\\&={\sqrt {{\frac {(a+b+c)}{2}}{\frac {(b+c-a)}{2}}{\frac {(a+c-b)}{2}}{\frac {(a+b-c)}{2}}}}\\&\quad {\scriptstyle b+c-a=a+b+c-2a=2s-2a\ {\text{etcetera ger:}}}\\&={\sqrt {s\left(s-a\right)\left(s-b\right)\left(s-c\right)}}.\end{aligned}}}